# 미콜라 크라우첸코
미콜라 세르히요비치 크라우첸코(우크라이나어: Микола Сергійович Кравченко, 1983년 5월 20일~2022년 3월 14일)는 우크라이나의 공직자, 정치인, 역사가이다. 극우 조직 아조프 연대 수석 이념가이며 마찬가지로 우크라이나 극우 민족주의 조직인 우크라이나의 애국자의 창립자 중 한 명이다. 또한 극우 정당인 국민군단의 부대표를 역임했다. 역사가로서 1980년대 후반부터 현재까지 현대 우크라이나 민족주의 운동의 역사를 연구했다.
2014년 러시아-우크라이나 전쟁이 발발하자 우크라이나 국민위병 소속으로 참전했으며 러시아의 우크라이나 침공 당시인 2022년 3월 14일 키이우 전투에서 러시아군과 교전 중 전사했다.